# Masdevallia serendipita
Masdevallia serendipita là một loài thực vật có hoa trong họ Lan. Loài này được Luer & Teague mô tả khoa học đầu tiên năm 1993.